# Pere Burés i Camerino
Pere Burés i Camerino (Rubí, Vallès Occidental, 1 d'abril de 1950 - Terrassa, Vallès Occidental, 24 de març de 2009) va ser un músic, compositor, pedagog i director d'orquestra català.

## Trajectòria
Es va formar musicalment a l'Escolania de Montserrat entre els anys 1959-1964. Va ser el director musical de l'Esbart Dansaire de Rubí, responsabilitat que ocupà fins al final dels seus dies. L'any 1979 i sota la seva direcció, s'iniciava l'Obrador Coral de Rubí, i quatre anys després, el 1983, va començar la seva activitat la Coral Infantil Siurell, aconseguint així una important aportació al moviment de Corals Infantils de Catalunya i de la pedagogia musical. Destaca també el seu treball continuat amb l'Escola de Pedagogia Musical, seguint el mètode de pedagogia musical del Pare Ireneu Segarra i Malla, anomenat "Mètode Ireneu Segarra". Amb aquesta vocació pedagògica, fou professor de música de l'escola Maria Immaculada, als anys setanta, i anys després es convertí en el fundador i director de l'Escola Conservatori Municipal de Música d'aquesta ciutat entre 1980 i 1991. A més, fou membre de l'Escolania de veus adultes. Burés va ser coordinador de Catalunya Música durant més de deu anys, fes del 1990 i fins al 2004, la qual cosa li va permetre contribuir especialment a la difusió de la música de compositors catalans. Com a gran entès en música de cobla, els seus coneixements d'harmonia i contrapunt, li van permetre rescatar, arranjar i actualitzar una bona part del repertori del gènere.

## Reconeixement
En reconeixement de la seva tasca al capdavant de l'Escola Conservatori Municipal de Música de Rubí, l'any 2011 questa fou batejada amb el nom d'Escola Municipal de Música de Rubí Pere Burés.

## Composicions[6]
- Ball de cascavells (Cardona)
- Castellterçol
- Dansades de la Terra Alta
- Masurca (ball de gitanes)